# Emeline Detilleux
Emeline Detilleux (* 8. November 1999) ist eine belgische Cross-Country-Mountainbikerin.

## Sportlicher Werdegang
Detilleux stammt aus Cerfontaine und kam über ihre älteren Brüder zum Mountainbikesport. Als Juniorin gewann sie 2016 und 2017 die belgischen Meisterschaften im olympischen Cross-Country.
Ab 2018 fuhr sie national in der Elite, international noch einige Jahre in der U23. In den Jahren 2018 und 2019 war sie auf dem Podium der belgischen Meisterschaften, jeweils hinter Githa Michiels. International stach in ihrer U23-Zeit der siebte Platz bei den Mountainbike-Weltmeisterschaften 2020 heraus. Zugleich machte sie eine Ausbildung zur Sportlehrerin.
Ab 2021 wurde sie zur besten belgischen Mountainbikefahrerin und gewann die Landesmeisterschaften viermal in Folge, 2022 bis 2024 auch im Shorttrack (XCC). International waren ihre besten Resultate in der Elite ein 14. Platz bei den Europameisterschaften 2024 und ein 19. Platz im Weltcup 2023 beim Rennen von Val di Sole. Außerdem siegte sie bei einigen kleineren internationalen Rennen, darunter fünfmal Anfang 2023 in der griechischen Mountainbike-Serie. Sie war Belgiens Vertreterin im olympischen Mountainbikerennen 2024, das sie wegen Überrundung nicht beenden konnte.

## Erfolge
2016
 Belgische Meisterin – XCO (Junioren)
2017
 Belgische Meisterin – XCO (Junioren)
2021
 Belgische Meisterin – XCO
2022
 Belgische Meisterin – XCO, XCC
2023
 Belgische Meisterin – XCO, XCC
2024
 Belgische Meisterin – XCO, XCC